# Теодоро Фернандес
Теодоро Лоло Фернандес Мейсан (ісп. Teodoro Lolo Fernández Meyzán; 20 травня 1913, Каньєте — 17 вересня 1996, Ліма) — перуанський футболіст, центрфорвард, гравець збірної Перу.

## Життєпис
Легенда клубу «Універсітаріо», за який провів всю свою кар'єру. Семикратний найкращий бомбардир чемпіонату Перу. Володар третього місця за загальною кількістю голів у чемпіонатах/кубках Південної Америки — 15 голів.
Найкращий бомбардир за всю історію перуанського «класико» «Універсітаріо» — «Альянсу Ліма» з 29 голами.
Займає третє місце за кількістю голів в одному матчі Олімпіаді — 5 м'ячів 6 серпня 1936 у ворота Фінляндії (всього 6 м'ячів на тому турнірі — другий результат змагання), це ж рекорд збірної за кількістю голів в одному матчі.
Рекордсмен збірної за середньою кількістю голів у матчах національної команди — 0,77 гола за матч. Рекордсмен Перу за кількістю матчів у чемпіонатах Південної Америки — 24 гри. Найкращий бомбардир в історії «Університаріо» — 157 голів.